# ایساهاک ایساهاکیان
ایساهاک ایساهاکیان (ارمنی: Իսահակ Աբասի Իսահակյան؛ ۱۰ اوت ۱۹۳۳ – ۱۶ فوریهٔ ۲۰۱۷) بانکدار اهل ارمنستان که قائم مقام شعبه ایروان بانک دولتی ارمنستان شوروی در بین سال‌های ۱۹۷۸ تا ۱۹۸۶ بود. پس از استقلال ارمنستان از اتحاد شوروی در سال ۱۹۹۱ به عنوان اولین رئیس بانک مرکزی ارمنستان برگزیده شد و تا سال ۱۹۹۴ این سمت را برعهده داشت.

وی همچنین برنده جوایزی هموچون مدال یادبود نخست‌وزیر ارمنستان شده است.